# Gonzalo Segares
Gonzalo Segares González (San José, Costa Rica, 13 de octubre de 1982) es un exfutbolista y entrenador costarricense-estadounidense, actualmente es director técnico de la selección de Estados Unidos U17.

## Trayectoria
Segares comenzó su carrera como jugador en las ligas menores del Deportivo Saprissa antes de ser premiado con una beca para jugar fútbol en Virginia Commonwealth University desde 2001 hasta 2004. Segares era un jugador fuerte de su debut, a partir de los 83 partidos que jugó en sus cuatro temporadas. Él registró 16 goles y 10 asistencias en la parte de atrás en sus cuatro años con el equipo, fue el primer equipo All-CAA selección de sus últimos tres años, y fue el primer equipo All-American y Hermann Trophy finalista en su último año. Durante este tiempo también juega con el legado de Williamsburg en la USL Premier Development League.
Segares comenzó su carrera profesional con el Chicago Fire de la MLS como una selección de tercera ronda del SuperDraft 2005, y rápidamente se demostró durante su campaña de novato. Segares estaba en once titular del Fire durante los primeros tres partidos de la campaña de 2006 hasta que una lesión de tobillo lo detuvo un mes. A su regreso, Segares regresó con una venganza, a partir 19 de los últimos 24 partidos de Chicago. Segares también ayudó a los "Hombres de Rojo" ganar la MLS club-cuarto disco de EE. UU. Lamar Hunt Open Cup título en 2006, jugando todos los minutos en la final del torneo. Él llevó a cabo por el costado izquierdo de la defensa en el once inicial de Chicago en 2008 y 2009, al tiempo que equilibran sus funciones crecientes para el club y el país. 
Después de la temporada 2009, Segares dejó el Chicago Fire para el irse al Apollon Limassol de Chipre. El 6 de agosto de 2010, Segares regresó a su antiguo club, el Chicago Fire. El 6 de diciembre del 2012, el Chicago Fire volvió a firmar a Segares a un acuerdo de varios años.

## Estadísticas

### Clubes
Actualizado a fin de su carrera deportiva.
| Club                           | Div.          | Temporada | Liga  | Liga  | Liga   | Copas nacionales | Copas nacionales | Copas nacionales | Copas internacionales | Copas internacionales | Copas internacionales | Total | Total | Total  |
| Club                           | Div.          | Temporada | Part. | Goles | Asist. | Part.            | Goles            | Asist.           | Part.                 | Goles                 | Asist.                | Part. | Goles | Asist. |
| ------------------------------ | ------------- | --------- | ----- | ----- | ------ | ---------------- | ---------------- | ---------------- | --------------------- | --------------------- | --------------------- | ----- | ----- | ------ |
| Chicago Fire Estados Unidos    |               |           |       |       |        |                  |                  |                  |                       |                       |                       |       |       |        |
| 1.ª                            | 2004-05       | 24        | 3     | 1     | —      | —                | —                | —                | —                     | —                     | 24                    | 3     | 1     |        |
| 1.ª                            | 2005-06       | 27        | 1     | 0     | 1      | 0                | 0                | —                | —                     | —                     | 28                    | 1     | 0     |        |
| 1.ª                            | 2006-07       | 30        | 1     | 1     | —      | —                | —                | —                | —                     | —                     | 30                    | 1     | 1     |        |
| 1.ª                            | 2007-08       | 26        | 3     | 2     | —      | —                | —                | —                | —                     | —                     | 26                    | 3     | 2     |        |
| 1.ª                            | 2008-09       | 13        | 1     | 0     | —      | —                | —                | —                | —                     | —                     | 13                    | 1     | 0     |        |
| 1.ª                            | 2009-10       | 6         | 0     | 0     | —      | —                | —                | 3                | 0                     | 1                     | 9                     | 0     | 1     |        |
| Total club                     | Total club    | 126       | 9     | 4     | 1      | 0                | 0                | 3                | 0                     | 1                     | 130                   | 9     | 5     |        |
| Apollon Limassol Chipre        |               |           |       |       |        |                  |                  |                  |                       |                       |                       |       |       |        |
| 1.ª                            | 2009-10       | 12        | 0     | 0     | —      | —                | —                | —                | —                     | —                     | 12                    | 0     | 0     |        |
| Total club                     | Total club    | 12        | 0     | 0     | 0      | 0                | 0                | 0                | 0                     | 0                     | 12                    | 0     | 0     |        |
| Chicago Fire Estados Unidos    |               |           |       |       |        |                  |                  |                  |                       |                       |                       |       |       |        |
| 1.ª                            | 2010-11       | 33        | 0     | 4     | 3      | 0                | 0                | —                | —                     | —                     | 36                    | 0     | 4     |        |
| 1.ª                            | 2011-12       | 32        | 3     | 0     | 1      | 0                | 0                | —                | —                     | —                     | 32                    | 3     | 0     |        |
| 1.ª                            | 2012-13       | 32        | 0     | 1     | 4      | 0                | 2                | 0                | 0                     | 0                     | 36                    | 0     | 3     |        |
| 1.ª                            | 2013-14       | 21        | 0     | 0     | 1      | 0                | 0                | 0                | 0                     | 0                     | 22                    | 0     | 0     |        |
| Total club                     | Total club    | 118       | 3     | 5     | 9      | 0                | 2                | 0                | 0                     | 0                     | 126                   | 3     | 7     |        |
| Chicago Fire II Estados Unidos |               |           |       |       |        |                  |                  |                  |                       |                       |                       |       |       |        |
| 2.ª                            | 2013-14       | 3         | 0     | 0     | —      | —                | —                | —                | —                     | —                     | 3                     | 0     | 0     |        |
| Total club                     | Total club    | 3         | 0     | 0     | 0      | 0                | 0                | 0                | 0                     | 0                     | 3                     | 0     | 0     |        |
| Total carrera                  | Total carrera | 259       | 12    | 9     | 10     | 0                | 2                | 3                | 0                     | 1                     | 271                   | 12    | 12    |        |
| 1. 2. Fuente:Transfermarkt     |               |           |       |       |        |                  |                  |                  |                       |                       |                       |       |       |        |

### Selección de Costa Rica
- Actualizado a fin de su carrera deportiva.

| Absoluta · Costa Rica   |   |   |   |   |   |   |   |   |   |    |   |   |
| 2007                    | — | — | — | — | — | — | 3 | 0 | 0 | 3  | 0 | 0 |
| 2008                    | 7 | 0 | 1 | — | — | — | — | — | — | 7  | 0 | 1 |
| 2009                    | 1 | 0 | 0 | 2 | 0 | 0 | 1 | 0 | 0 | 4  | 0 | 0 |
| 2010                    | — | — | — | — | — | — | 3 | 0 | 0 | 3  | 0 | 0 |
| 2011                    | — | — | — | — | — | — | 2 | 0 | 0 | 2  | 0 | 0 |
| Total                   | 8 | 0 | 1 | 2 | 0 | 0 | 9 | 0 | 1 | 19 | 0 | 1 |
| 1. Fuente:Transfermarkt |   |   |   |   |   |   |   |   |   |    |   |   |

### Clubes como director técnico
| Equipo             | País           | Año       |
| ------------------ | -------------- | --------- |
| Estados Unidos U15 | Estados Unidos | 2020-2021 |
| Estados Unidos U17 | Estados Unidos | 2021-Act. |

### Clubes como segundo director técnico
| Equipo             | País           | Año       |
| ------------------ | -------------- | --------- |
| Estados Unidos U20 | Estados Unidos | 2022-Act. |

## Palmarés

### Como jugador

#### Títulos nacionales
| Título                   | Equipo       | País           | Año  |
| ------------------------ | ------------ | -------------- | ---- |
| Lamar Hunt U.S. Open Cup | Chicago Fire | Estados Unidos | 2006 |